# 吉奧凡尼·索托
吉奧凡尼·索托（英語：Geovany Soto，1983年1月20日—），為美國職棒大聯盟的捕手，生涯曾效力過小熊、遊騎兵、運動家、白襪與天使等隊。2008年曾入選明星賽及拿下國聯新人王。

## 職業生涯

### 芝加哥小熊
索托在2001年選秀第11輪被小熊隊選中，並在2005年末登上大聯盟。2007年，他在3A拿下年度MVP。在大聯盟的打擊率為3成89。小熊隊也在季後賽讓索托擔任先發捕手，雖然小熊隊最終沒能奪冠，但隨著捕手傑森·肯道爾的離隊，索托也成為球隊的未來。
2008年成為索托的生涯年，四月分他以3成41打擊率，外帶5轟與20分打點的成績拿下國聯單月最佳新人。5月19日，他敲出生涯首發場內全壘打。他也成功入選明星賽，而且是先發捕手，為國聯史上第一人。
9月14日，索托接捕了卡洛斯·桑布拉諾的無安打比賽。這年索托的打擊率為2成85，並敲出23轟與86分打點，以幾乎快全票通過方式的拿下國聯新人王。
2009年，索托的打擊率只剩下2成18，另有47分打點。6月，有消息指出他在經典賽期間被驗出對大麻呈現陽性反應。儘管大聯盟沒有施行懲罰，但國際棒球協會還是將索托禁賽兩年。
2010年和2011年，索托都敲出17轟。2011年他發生13次失誤為捕手最多，9成87防守率同時也是捕手最低。

### 德州遊騎兵
2012年7月30日，小熊隊將索托交易到遊騎兵，換來傑克·布里漢。剩餘球季他出賽47場比賽，打擊率為1成96，並敲出5轟與25分打點。
2013年，索托擔任球隊的替補捕手。6月4日，他首度擔任三壘手。7月29日，他成功敲出再見全壘打。整季他出賽54場比賽，打擊率為2成45，並敲出9轟與22分打點。11月5日，他又和球隊簽下1年305萬美元的合約。加上原捕手A·J·皮爾辛斯基季末離隊，索托因而成為主力捕手。
然而索托因傷缺席了2014年上半季，而且7月還因為持有大麻遭到逮捕。

### 奧克蘭運動家
2014年8月24日，遊騎兵將索托交易到運動家。他在運動家出賽11場比賽，打擊率為2成62，並有8分打點。

### 芝加哥白襪
2015年1月22日，索托和白襪隊簽下1年合約。該年他敲出9轟，打回21分打點。

### 洛杉磯天使
2015年11月24日，他和天使隊簽下1年280萬美元的合約。隔年他出賽26場比賽，敲出4轟。

### 重回白襪隊
2017年1月6日，索托和白襪隊簽下小聯盟合約。4月6日，索托敲出雙響砲，兩天後又再度開轟。4月13日，他因為右手肘發炎而進入傷兵名單。5月13日，球隊宣布索托因為要動手術而將缺席剩餘球季。球季結束後，他成為自由球員。

## 外部連結
- 球員資訊和成績在MLB ，ESPN ，Retrosheet ，Baseball Reference ，Baseball Reference (Minors) ，Fangraphs ，The Baseball Cube （英文）